# Conocephalus vaginalis
Conocephalus vaginalis is een rechtvleugelig insect uit de familie sabelsprinkhanen (Tettigoniidae). De wetenschappelijke naam van deze soort is voor het eerst geldig gepubliceerd in 1907 door Karny.
1. ↑  (en) Conocephalus vaginalis op de IUCN Red List of Threatened Species.